# 圣克鲁斯新村
阿尔德亚努埃瓦德圣克鲁斯，是西班牙卡斯蒂利亚-莱昂阿维拉省的一个市镇。 总面积9km2, 总人口186人（2001年），人口密度21人/km2。